# Lobus trisyneura
Lobus trisyneura là một loài bướm đêm trong họ Geometridae.